# Rasmus Bech Hansen
Rasmus Bech Hansen er en dansk forretningsmand og foredragsholder, som er grundlægger og administrerende direktør for sygdomsprognose- og dataanalysevirksomheden Airfinity.

## Tidlige liv og uddannelse
Hansen blev født i december 1975. Da han var 13 år, grundlagde han en avis. Han har en BSc i Statskundskab fra Københavns Universitet og en MPA fra Harvard University i 2001.

## Karriere
Hansen har arbejdet for flere virksomheder og som uafhængig skribent og konsulent, herunder Fast Company og Kontrapunkt.
I 2011 blev han strategidirektør hos det London-baserede konsulentfirma Venturethree. Han medforfattede bogen Tilbage til virkeligheden med Jens Martin Skibsted, som argumenterer for integrationen af marketing og produktudvikling.
Hansen blev senere bestyrelsesmedlem i den danske avisgruppe Information.dk.

### Airfinity
I 2015 grundlagde han Airfinity med Sacha Carton. Efter sin mors død af kræft tilskrev han virksomhedens vækst en større følelse af hastværk og fokus. Airfinity blev en af de mest citerede datavirksomheder i medierne for sine COVID-19-rapporter og blev beskrevet af professor Sir John Bell som dem, der lavede "den bedste modellering af pandemidata." Virksomheden blev Tech Champion of the Year i sundhedskategorien af Financial Times i 2023 og vandt også Bloomberg Startups to Watch og Deloitte Fast 50 Award.

## Offentlige optrædener
Han blev en af de førende stemmer inden for emner relateret til COVID-19 og har optrådt regelmæssigt i medier som Bloomberg, BBC, og CNN.
I april 2023 var Hansen en af hovedtalerne ved Rhodes Policy Summit om at skabe en positiv arv fra COVID-19-pandemien.
Han har talt med Europa-Kommissionsformand Ursula von der Leyen på BBC Four og argumenteret for at udvide de igangværende globale vaccineudviklingsfaciliteter for at fremskynde reaktionstiderne på fremtidige pandemirisici.

## Priser
Han modtog Kronprins Frederiks pris for fremragende akademiske resultater.